# 藤原家政
藤原 家政（ふじわら の いえまさ）は、平安時代後期の公卿。藤原北家、関白・藤原師通の次男。官位は正三位・参議。

## 経歴
白河院政期初頭の寛治2年（1088年）従五位下に叙爵し、寛治8年（1094年）侍従に任官。嘉保3年（1096年）左近衛少将に任ぜられると、永長2年（1097年）従四位下、承徳2年（1098年）左近衛中将、承徳3年（1099年）従四位上、康和2年（1100年）蔵人頭と、近衛次将を務めながら昇進を重ね、康和4年（1102年）従三位・参議に叙任され公卿に列した。
参議昇進後も引き続き近衛中将を兼帯し、永久元年（1113年）に正三位に至る。永久3年（1115年）4月8日薨去
。享年36。

## 人物
父の師通が早く他界した後は、祖父の師実に養われていたとされ、師実が外出から戻った際にその足を洗う役目を少年期の家政が務めていたことが語られている（『富家語』）。また、粗暴で作法に疎かったとされ、勅使から酒を賜った際の作法の誤りの酷さを藤原宗忠から批判されている（『中右記』）。

## 官歴
注記のないものは『公卿補任』による。
- 寛治2年（1088年） 日付不詳：従五位下
- 寛治7年（1093年） 3月22日：従五位上（中宮還御高陽院賞）
- 寛治8年（1094年） 3月：侍従。4月：禁色
- 嘉保2年（1095年） 正月2日：正五位下（院行幸賞、関白息）。
- 嘉保3年（1096年） 正月24日：左近衛少将[3]
- 永長2年（1097年） 正月29日：兼備中権介[3]。10月17日：従四位下（行幸関白二条第賞）
- 承徳2年（1098年） 正月27日：左近衛中将[3]
- 承徳3年（1099年） 正月22日：従四位上、兼播磨権介[4]
- 康和2年（1100年） 7月17日：蔵人頭
- 康和4年（1102年） 正月：正四位下（臨時）。正月23日：参議、中将如元。9月25日：従三位（天皇自高陽院還御内裏、本家賞）
- 康和5年（1103年） 2月30日：兼近江権守[4]
- 嘉承2年（1107年） 2月21日：右近衛中将[3]
- 嘉承3年（1108年） 正月24日：兼周防権守[3]
- 天永2年（1111年） 正月23日：左近衛中将[3]
- 天永3年（1112年） 正月26日：止守[3]
- 天永4年（1113年） 正月28日：兼美作権守。8月17日：正三位（松尾北野行幸行事賞）
- 永久3年（1115年） 4月8日：薨去

## 系譜
- 父：藤原師通
- 母：藤原良綱の娘
- 妻：藤原公実の娘
- 妻：藤原顕隆の娘
  - 男子：藤原雅教（1113-1173）
- 妻：橘以綱の娘
  - 男子：行政
- 生母不明の子女
  - 男子：尊覚
  - 男子：覚安
  - 男子：道勝
  - 女子：三条局（?-1138） - 鳥羽院女房、妍子内親王母
  - 女子：藤原家子 - 藤原清隆室、従二位、近衛天皇乳母

子孫は室町家（法性寺家）を称したが、室町時代に断絶している。